# Барулина, Елена Ивановна
Еле́на Ива́новна Барулина (25 июля 1895[…], Саратов — 9 июля 1957[…], Саратов или Москва) — русский биолог и генетик, новатор в изучении пищевой чечевицы и её родственных видов, в 1930 году опубликовала первую карту распространения вида. Ученица, соратница и жена Николая Вавилова .

## Ранние годы
Елена Барулина родилась 25 июля 1895 году в Саратове. Её отец
Иван Барулин занимал пост управляющего в порту. После окончания гимназии с серебряной медалью поступила на факультет агрономии в Саратовский университет.

## Карьера

### Знакомство с Вавиловым и работа в ВИР
Один из её профессоров ботаник Николай Вавилов рекомендовал ей тему дипломной работы и пригласил в Бюро по прикладной ботанике Ученого комитета Министерства земледелия и государственных имуществ (ныне Всероссийский институт растениеводства имени Н. И. Вавилова), в августе 1920 года Барулина участвовала в экспедиции по Волге и написала статью для книги Вавилова «Полевые культуры Юго-Востока». В 1922 году выступила с докладом на III Всероссийском съезде по селекции и семеноводству. После переезда в Ленинград вместе с В.С Муратовой возглавила отдел бобовых ВИР. Руководила научными экспедициями по сбору растений в Крыму (1923) и Грузии (1933). С 1931 года — занималась в лаборатории генетики Георгия Дмитриевича Карпеченко.

### Исследования чечевицы
В ходе изучения рода Чечевица, Барулина классифицировала её с разделением на шесть групп. Основываясь на анализе диких видов, она предположила, что Чечевица пищевая (Lens culinaris) произошла от дикого вида Lens orientalis (обычно классифицируется как L. culinaris subsp. orientalis.).
В 1930 году она опубликовала монографию, посвященную исследованиям чечевицы на территории СССР, и составила первую карту мирового распространения вида. В 1937 году дополненные исследования вошли в IV том книги «Культурная флора СССР».

### Последние годы
Е. И. Барулина вышла на пенсию по инвалидности 25 февраля 1939 г.. После начала лысенковщины, Вавилов был арестован в августе 1940 года и скончался 26 января 1943 г. в тюрьме г. Саратова. Во время Второй мировой войны Барулина вместе с сыном Юрием эвакуировалась в Саратов. Продолжала присылать продуктовые посылки мужу в Москву, который на тот момент находился в саратовской тюрьме. В 1943 году после переезда в Саратов узнала о смерти Вавилова. Умерла 9 июля 1957 года в с. Болшево Московской области. Похоронена на Болшевском кладбище в г. Королёве .